# Херпешешть
Херпешешть, Херпешешті (рум. Hărpășești) — село у повіті Ясси в Румунії. Входить до складу комуни Попешть.
Село розташоване на відстані 315 км на північ від Бухареста, 23 км на захід від Ясс.

## Населення
За даними перепису населення 2002 року у селі проживали 893 особи, усі — румуни. Усі жителі села рідною мовою назвали румунську.